# Маншук Маметова
Маншу́к (Мансия́) Жиенгали́евна Маме́това (на казахски: Мәншүк Жиенғалиқызы Мәметова е картечар от 100-тна отделна стрелкова бригада на Калининския фронт, гвардейски старши сержант. Първата казахстанка, на която е присвоено званието Герой на Съветския съюз.

## Биография
Маметова е родена на 23 октомври 1922 г. в аула Жиеккум в Урдински район на Уралска губерния, Киргизка АССР (днес в Република Казахстан). Тя е от казахски произход. Родителите ѝ умират рано и петгодишното момиче е осиновено от леля си Амина Маметова. Маншук прекарва детството си в Алмати. Истинското име на Маншук е Мансия, но като дете Амина я нарича умалително „Моншакъм“, откъдето произлиза и името ѝ, с което е известна.
Преди войната Маметова завършва рабфак, два курса в медицинския институт. Работи в апарата на Съвета на народните комисари на Казахската ССР като секретар на заместник-председателя на Съвета.
В Червената армия се записва през септември 1942 г. като писар в щаба на 100-тна казахска отделна стрелкова бригада (на 8 декември 1943 г. преобразувана в 1-ва стрелкова дивизия), след това като медицинска сестра. На фронта Маметова завършва курсове за картечар и е назначена като първи номер на картечарски разчет в строевата част.
На 15 октомври 1943 г., в боевете за освобождението на град Невел, при отбраната на доминиращата височина, Маметова остава единствена от картечарския разчет, но унищожава 70 вражески войници. Ранена е тежко от шрапнел в главата и загива в боя. Погребана е в Невел.
Старши сержант Маншук Жиенгалиевна Маметова е посмъртно наградена със званието Герой на Съветския съюз, присвоено с указ на Президиума на Върховния съвет на СССР на 1 март 1944 г.

## Почит
- През 1969 г. режисьор Мажит Бегалин снима филма „Песента на Маншук“, по сценарий на Андрей Кончаловски. В ролята на Маншук участва Наталия Аринбасарова.
- Училище № 35 в град Шимкент е кръстено на нейно име, както и училище № 27 в Тараз, и технически лицей № 28 в Алмати.
- В Алмати една от централните улици е кръстена на Маншук Маметова, а на Централния площад има бронзов паметник на казахските жени, героини от войната – Маншук Маметова и Алия Молдагулова.
- На основното било на Малоалматинското разклонение, южно от Алмати, има връх на име Маншук Маметова.
- През 1978 г. в Невел е издигнат паметник на М. Маметова и на нейно име е кръстена улица. На 1 май 2010 г. паметникът е обновен.[4]
- В Уралск (Казахстан) през 1988 г. на площада, наречен на М. Маметова, е издигнат паметник. Петметровият осемтонен паметник е заменен през 2017 г. е заменен с нов, посветен на герои от Втората световна война – Маншук Маметова, Алия Молдагулова и Хиуаз Доспанова, наречен „Славните дъщери на казахския народ“.[5].
- В Уралск (Казахстан) има къща музей на М. Маметова, на улица Сарайшик, дом № 51 (Държавна институция „Мемориален музей М. Маметова“)[6] През 2010 г. е открит музей на Маншук в Актобе.[7]
- Единствената фабрика за облекло в Астана носи името „Маншук Маметова“.

- Пощенска марка на Казахстан, 1995 г.